# Pachydema marraquensis
Pachydema marraquensis är en skalbaggsart som beskrevs av Escalera 1914. Pachydema marraquensis ingår i släktet Pachydema och familjen Melolonthidae. Inga underarter finns listade i Catalogue of Life.